# Lexicon Iconographicum Mythologiae Classicae
Pour les articles homonymes, voir LIMC.
Le Lexicon Iconographicum Mythologiae Classicae (souvent désigné par son abréviation LIMC) est une encyclopédie, un dictionnaire consacré aux figures de la « mythologie classique » (c'est-à-dire l'ensemble formé par les mythologies grecque,  étrusque et romaine mais aussi celles des cultures méditerranéennes périphériques) et à leurs représentations figurées antiques. Le LIMC propose, pour chaque personnage, divinité ou héros, un rappel de ses légendes et des sources littéraires anciennes qui l'évoquent, un catalogue raisonné des objets antiques sur lesquels il est représenté (poterie, sculpture, peinture, mosaïque, bijoux, etc.) et un commentaire sur l'évolution de son iconographie, des schémas de composition, des thèmes figurés ainsi que sur leur signification et leur symbolique.
Le LIMC a été réalisé par la Fondation Internationale pour le LIMC et publié entre 1981 et 2009.

## Histoire éditoriale
L'initiatrice du projet du LIMC est Lilly Kahil (1926-2002), professeur à l'Université Paris Ouest Nanterre La Défense (Paris X), qui obtint en 1971 l'organisation par le CNRS d'une table ronde consacrée aux problèmes de l'iconographie mythologique classique. Lilly Kahil conçut le projet d'un lexique rassemblant l'imagerie de la mythologie classique. En 1972, grâce à la collaboration entre plusieurs organismes de recherche, eut lieu la création de la Fondation pour le LIMC, une fondation à caractère international mais relevant du droit suisse, chargée de la réalisation de l'ouvrage.
D'abord située à Genève, la fondation déménagea  à Bâle, siège de la rédaction centrale.
Afin de mener à bien la publication du LIMC, la Fondation pour le LIMC s'organise en plusieurs comités : un Conseil de fondation chargé du financement du projet et de la coordination des travaux des différentes équipes, un Comité scientifique international, qui réunit les données scientifiques du projet, un Comité de rédaction et une Rédaction centrale, située à Bâle. D'autres rédactions sont installées à Athènes, Paris, Heidelberg et Wurtzbourg.
Des centres de recherche ont été créés dans plusieurs pays afin de collecter et d'étudier les objets à représentation mythologique dans les musées et les sites du monde entier. Au total, 33 pays participent au travail scientifique proprement dit.
Parmi ces centres, l’équipe française du LIMC, subventionnée par le CNRS et par l’Université de Paris Ouest Nanterre depuis 1972, joue au sein de l’organisation internationale un rôle de tout premier plan. Elle est située à la Maison Archéologie & Ethnologie René-Ginouvès (MAE) (qui fait partie des Réseaux des MSH du CNRS et qui se trouve sur le campus de l'Université Paris Ouest Nanterre La Défense).
Le financement du projet a été assuré par de nombreux soutiens, qui comprennent les différents pays membres du Conseil de la Fondation (Allemagne, Belgique, Bulgarie, Égypte, Espagne, États-Unis, France, Grande-Bretagne, Grèce, Italie, Jordanie, Pologne, Suisse, Tunisie), plusieurs organismes de recherche, fondations (dont l'UNESCO, qui reconnaît à la Fondation pour le LIMC le statut d'ONG en 1989) et mécènes. La Fondation reçoit un soutien important de son partenaire le J. Paul Getty Trust, qui devient coresponsable de la publication du LIMC en 1984.
Après la fin de la publication du LIMC en 1999, la Fondation pour le LIMC a réalisé une autre publication, le Thesaurus Cultus et Rituum Antiquorum (ThesCRA), consacré aux cultes et aux rites, publié entre 2004 et 2006 par le J. Paul Getty Museum (Los Angeles). Elle a ensuite publié un volume de supplément pour le LIMC en 2009.

## Structure de la publication
Le Lexicon Iconographicum Mythologiae Classicae  (Zurich-Munich-Düsseldorf : Artemis-Verlag) comprend huit tomes doubles (8 400 pages de texte et 32 000 photographies en noir et blanc réparties sur 5 800 planches), deux volumes d’Index et deux volumes de Suppléments. Chaque tome double comprend deux volumes, dont l'un rassemble le texte des articles proprement dits ainsi que quelques schémas, tandis que l'autre regroupe les planches auxquels renvoient les articles (photographies de vases, de bas-reliefs, d'inscriptions, etc.). Les articles, rédigés en allemand, anglais, français ou italien, sont présentés par ordre alphabétique des personnages figurés.
- Lexicon Iconographicum Mythologiae Classicae (LIMC), Artemis & Winkler Verlag (Zürich, München, Düsseldorf), 1981-1999  (ISBN 3-7608-8751-1)

I:	Aara - Aphlad (1981)
II:	Aphrodisias - Athena (1984)
III:	Atherion - Eros / Amor, Cupido (1986)
IV:	Eros (in Etruria) - Herakles (1988)
V:	Herakles - Kenchrias (1990)
VI:	Kentauroi et Kentaurides - Oiax (1992)
VII:	Oidipous - Theseus (1994)
VIII:	Thespiades - Zodiacus et Supplementum (1997)
IX:	Indices
1.  Index des musées, collections, sites (1999)
2.  Index des sources littéraires et épigraphiques relatives aux œuvres perdues, index des noms mythologiques, index des auteurs (1999)
- Lexicon Iconographicum Mythologiae Classicae. Supplementum 2009 (LIMC), Artemis Verlag (Düsseldorf), 2009.  (ISBN 978-3-538-03520-1)

## Autres publications de la Fondation pour le LIMC
Après la parution des volumes d'indices en 1999, la Fondation pour le LIMC a étendu la recherche aux cultes et rites de l'antiquité classique et a publié le Thesaurus Cultus et Rituum Antiquorum (ThesCRA) (J. Paul Getty Museum éd.) qui présente une synthèse sur les rites et les pratiques cultuelles dans les mondes grec, étrusque et romain en analysant les représentations figurées, les textes littéraires et épigraphiques ainsi que les objets cultuels. Les chapitres sont rédigés en allemand, anglais, français ou italien. 8 volumes, dont un volume d'abréviations, sont parus entre 2004 et 2012.

## Sites Internet, corpus et bases de données en ligne
L'équipe française du LIMC a mis en ligne, depuis 2003, un site Web, LIMC-France, destiné à la diffusion de trois sources d'informations :
- LIMCicon : le corpus numérique des objets antiques étudiés par l'équipe française (informations sur les objets, description, images), interrogeable en neuf langues,
- LIMCbiblio : une base de notices bibliographiques relatives à la mythologie gréco-romaine,
- LIMCabrev : la liste des articles parus dans le LIMC (titre, auteur, volume du LIMC, date) et des abréviations utilisées dans le LIMC et le ThesCRA.

Sur le site Internet de la Fondation internationale du LIMC,l'accès à l'index numérique des objets publiés dans le LIMC et le ThesCRA, associé à une banque d'images (iconiclimc) a été ouvert au public en 2011.
Les droits de diffusion des images sur ces sites sont en cours de négociation et les images sont progressivement diffusées.